# 中共中央办公厅秘书局
中共中央办公厅秘书局，是中共中央办公厅内设机构，负责秘书工作。

## 沿革
1955年，中共中央办公厅秘书处撤销，成立中共中央办公厅秘书局。后撤销。
1966年5月，中共中央政治局召开扩大会议，批判彭真、罗瑞卿、陆定一、杨尚昆的“反党错误”，决定停止和撤销他们的职务。1966年5月22日，中共中央办公厅（简称“中办”）举行“揭盖子会议”，传达“五一六通知”，号召揭发杨尚昆的“反党错误”。1966年6月18日，中共中央办公厅宣布成立中共中央办公厅秘书局，下设文电处、信访处、调研处，撤销原先的机要室、秘书室、研究室（即中共中央书记处研究室）。原在中南海居仁堂后楼办公的大部分人员奉命迁出中南海，1966年7月15日被送进中办学习班，从此其中大部分人经历了长达十年的审查。后来中共中央办公厅秘书局一直延续设立至今。

## 职责
秘书局主要从事信息综合、督促检查、文字综合、文电办理、文件分发、档案管理、图书资料服务等工作。
1980年代，秘书局常务副局长李欣提出，秘书工作的基本内容是“办文、办会、办事”。秘书局原先还设有综合调研处，负责有关信息刊物的编辑和紧急信息值班等。
秘书局编辑出版《中办通讯》、《秘书工作》。《中办通讯》是经中共中央批准、由中共中央办公厅主办，面向各级党组织和党员的内部刊物，是中央有关文件的延伸和补充，定期集中刊载已公开下发的中央文件及中央领导人该时期重要讲话。《秘书工作》是中共中央办公厅秘书局主管的全国性秘书工作业务指导刊物，是党政办公厅（室）系统唯一的全国性秘书工作业务指导刊物。

## 机构设置
内设机构
- 行政处[8]
- 办文处[9]
- 会议处[10]
- 信息综合室[11]
- 综合调研处[12]
- 档案图书资料室[13]
- 音像室[12]

直属事业单位
- 《秘书工作》杂志社[14]
- 《中办通讯》编辑部[15]

## 历任领导
中共中央办公厅秘书室
| 主任 - 何载（1956年—1957年，负责人） - 王刚（1957年—？，负责人） - 田家英（？—1966年5月，中办副主任兼） | 副主任 - 陈秉忱（1956年—1966年） |

中共中央办公厅秘书局
| 局长 - 曾三（1955年—？，中办副主任兼，并兼秘书局第三处处长） - 童小鹏（1966年7月—1967年1月，中办第一副主任兼） - 周启才（？—？） - 康一民（1980年9月—1986年，中办副主任兼） - 李登柱（1990年5月—1993年12月） - 徐瑞新（？—1995年7月，1987年12月起为中办副主任兼） - 师金城（？—1998年3月） - 王澜明（？—2001年） - 王仲田（？—2011年9月） - 霍克（2011年—2014年12月） - 韩立平（？—，2017年起为中办副主任兼） - 孔绍逊（2022年4月—，中办副主任兼） | 副局长 - 裴桐（1955年—1959年5月，兼秘书局第三处第一副处长） - 曹幼民（1966年—？） - 赖奎（1966年—？） - 曹全夫（1966年—？） - 戚本禹（1966年—？） …… - 康一民（1979年1月—1980年9月） - 周杰（？—？） - 李欣（？—？，常务副局长） - 吴振东（？—？） - 姜异康（1988年3月—1990年12月） - 李登柱（1988年4月—1990年5月） - 徐瑞新（？—？） - 赵传立（？—1991年4月） - 崔一峰（？—？） - 师金城（1990年—？） - 王澜明（？—？，常务副局长） - 傅西路（？—？） - 代汉生（？—？） - 毛林坤（？—？） - 徐中远（？—？） - 卫金木（？—2000年7月，兼中办值班室主任） - 顾祥胜（？—？） - 付吉保（？—？） - 陈顺武（？—？） - 王仲田（2003年9月—？，兼法规室主任） - 张健伟（？—？） - 张明学（？—？） - 胡旺林（？—2010年3月） - 臧杰斌（2009年5月—2010年10月，兼法规室主任） - 游广斌（2010年3月—？，常务副局长） - 郄英才（2012年7月—2013年7月，兼会议处处长，2013年6月起兼巡视员） - 刘博元（？—？，兼中办值班室主任） - 程涛（？—） |

| 正局级秘书 …… - 陈群（？—？，乔石秘书） - 李显刚（2000年4月—2005年3月，姜春云秘书） - 郭开朗（2000年5月—2005年2月，江泽民秘书） - 李永杰（2000年11月—2001年11月，2003年11月—2004年11月，姜春云秘书） - 陈改户（2001年4月—2007年4月，李瑞环秘书） - 刘佳义（？—？，贾庆林秘书） - 陈新（？—？） - 胡若隐（？—？） - 朱国锋（2012年—2015年，习近平秘书） …… | 副局级秘书 …… - 陈群（？—？，乔石秘书） - 于伟国（1994年10月—1995年8月，丁关根秘书） - 郭开朗（1997年3月—2000年5月，江泽民秘书） - 陈改户（1998年4月—2001年4月，李瑞环秘书） - 李永杰（2000年4月—2000年11月，姜春云秘书） - 李季（2000年11月一2001年6月） - 陈新（？—？） - 于群（？—2002年，白克明秘书） - 郄英才（2008年10月—2011年3月，李长春秘书） - 朱国锋（2008年—2012年，习近平秘书） …… |